# Акіньшина Оксана Олександрівна
Оксана Олександрівна Акіньшина (рос. Оксана Александровна Акиньшина; нар. 19 квітня 1987, Ленінград) — російська кіноакторка та співачка.

## Біографія
Народилася 19 квітня 1987 року в Ленінграді в родині автослюсаря і бухгалтера, у неї є молодша сестра. Займалася в модельному агентстві, керівник якого зобов'язала всіх дівчаток прийти на кастинг до режисера Сергія Бодрова-молодшого. Оксана прийшла на проби без ентузіазму, але пройшла кастинг, і вперше з'явилася на екрані в драмі Бодрова «Сестри» у 13 років. За цей фільм на кінофестивалі 2001 року в Сочі, в конкурсі «Дебют», Оксана і Катя Горіна отримали нагороду «За найкращий акторський дует».
Міжнародну популярність Оксана набула після роботи у фільмі «Ліля назавжди» шведського режисера Лукаса Мудіссона. Знялася в нідерландському фільмі «Південь», де грала молоду дівчину, матір-одиначку, яка нелегально приїхала до Нідерландів. У фільмі Оксана говорить голландською мовою. 2004 року була затверджена на роль Есфірь Литвинової у фільмі «Статський радник», але не з'явилася на перший день зйомок і її замінили акторкою Емілією Співак. У цьому ж році вона зіграла епізодичну роль Ірини Неської у фільмі «Перевага Борна».
У фільмі «Вовкодав з роду Сірих Псів», що вийшов у прокат 28 грудня 2006 року, Оксана грає кнесінку Єлень, одну з головних ролей. 2008 року зіграла головну жіночу роль у мюзиклі «Стиляги» Валерія Тодоровського.
2011 року Оксана зіграла головну жіночу роль — студентки Тетяни, подруги Висоцького у фільмі «Висоцький. Дякуємо, що живий», а 2012-го знялася в головній ролі у фільмі «8 перших побачень».

## Особисте життя
До п'ятнадцяти років зустрічалася з актором Олексієм Чадовим, після чого жила з Сергієм Шнуровим аж до 2007 року, коли вона познайомилася зі своїм майбутнім чоловіком — Дмитром Литвиновим (нар. 6 листопада 1976), генеральним директором піар-компанії «Планета Інформ». 2 червня 2009 року в них народився син Філіп. Оксана зустрічалася з актором і співаком Олексієм Воробйовим. Вони розлучилися на початку травня 2011 року, але через місяць Олексій повернувся до Оксани.

## Погляди
Акіньшина дотримується антифеміністичних поглядів, вважаючи фемінізм «долею некрасивих жінок»: «Визначаю фемінізм проблемою непривабливих жінок. Жінки, залиште мужиків в спокої, вони теж хочуть бути щасливими! » Вона трактує відносини між чоловіком та жінкою, як, «задані самою природою»: «Ми живемо в чоловічому світі, це ж очевидно, і це чудово. Ці правила задані самою природою» .” 

У 2014, після початку російсько-української війни, тодішній актор Володимир Зеленський на питання білоруського видання "Прессбол" про те, як би Ходченкова і Акіньшина віднеслася до війни, відповів так:
|  | З Свєтою ми в цей період не знімалися. Що стосується Ксюші Акіньшиної, то, напевно, через якусь етику я не можу запитувати її про це. Скажу більше: навіть якби знав її позицію, зараз її не ретранслював би. Не дай Бог, вона була б на нашому боці, і, отже, я б їй просто нашкодив. Оригінальний текст (рос.) Со Светой мы в этот период не снимались. Что же касается Ксюши Акиньшиной, то, наверное, в силу какой-то этики я не могу спрашивать ее об этом. Скажу больше: даже если бы знал ее позицию, сейчас ее не ретранслировал бы. Не дай бог, она была бы на нашей стороне, и, следовательно, я бы ей просто навредил. |

На початок повномасштабної війни відреагувала так:
|  | Порівняно з європейським та американським ринками, після лютого цього року нас відкинуло у 1990-ті. Це дико прикро, адже ми були за крок від того, щоб стати відносно єдиним цілим зі світовою індустрією. З нами співпрацювали великі міжнародні платформи, рівень контенту, який російські стрімінги навчилися робити, був дуже хорошим. Стільки витрачено сил. А зараз ми не знаємо, що буде завтра. В нас більше немає мрії Оригінальний текст (рос.) По сравнению с европейским и американским рынком, после февраля этого года наc откинуло в 1990-е. Это дико обидно, ведь мы были в шаге от того, чтобы стать относительно единым целым с мировой индустрией. С нами сотрудничали крупные международные платформы, уровень контента, который российские стриминги научились делать, был очень хорошим. Столько потрачено сил. А теперь мы не знаем, что будет завтра. У нас больше нет мечты |

В 2024 році Акіньшина писала наступне:
|  | У підсумку треба констатувати, що, на жаль, якість якраз семимильними кроками падає. Дивно було б чекати іншого, з огляду на катаклізми, через які ми проходимо. Але наша національна суперздатність — трансформуватися, виживати, незважаючи ні на що, тому подивимося, що буде далі. Оригінальний текст (рос.) В итоге надо констатировать, что, к сожалению, качество как раз семимильными шагами падает. Странно было бы ждать другого, учитывая катаклизмы, через которые мы проходим. Но наша национальная суперспособность — трансформироваться, выживать, несмотря ни на что, поэтому посмотрим, что будет дальше |

Тим не менш, Акіньшина продовжує працювати в Росії, не дивлячись на те, що проживає в Швейцарії.

## Нагороди
- Приз на фестивалі «Кінотавр» за «Найкращий акторський дует» (2001)
- Приз на фестивалі «Сузір'я» в номінації «Дебют» (2001)
- Приз на Всеросійському фестивалі візуальних мистецтв за «Найкращу жіночу роль» (2001)
- Приз на тринадцятому Міжнародному кінофестивалі у Стокгольмі (2002) — номінація «Найкраща жіноча роль»
- Кінопремія Шведської кіноакадемії «Золотий Жук» — номінація «Головна жіноча роль»
- Приз глядацьких симпатій у конкурсі «Найкраща актриса Швеції» (2002)
- Приз на третьому фестивалі Європейського кіно в Штутгарті — «Найкращій молодій перспективній актрисі» (2003)

## Фільмографія
| Рік  |   | Назва                        | Роль                    |    |
| ---- | - | ---------------------------- | ----------------------- | -- |
| 2001 | ф | Сестри                       | Свєта                   | ру |
| 2002 | ф | Ліля назавжди                | Ліля                    | ру |
| 2002 | ф | У русі                       | Аня                     | ру |
| 2003 | ф | Ігри метеликів               | Зойка                   | ру |
| 2003 | ф | Південь                      | Зоя                     | ру |
| 2003 | с | Каменська 3                  | Іра Терехіна            | ру |
| 2004 | ф | Перевага Борна               | Ірина Неська            | ру |
| 2004 | с | Жінки в грі без правил       | Алка                    | ру |
| 2005 | с | Жіночий роман                | Оксана                  | ру |
| 2006 | с | Капітанові діти              | Поліна Гриньова         | ру |
| 2006 | ф | Москва-нуль                  | Люба                    | ру |
| 2006 | ф | Зворотний відлік             | Анна                    | ру |
| 2006 | ф | Вовкодав з роду Сірих Псів   | Кнесінка Єлень          | ру |
| 2008 | ф | Стиляги                      | Поліна (Поллі) «Польза» | ру |
| 2008 | ф | Райські птахи                | Катенька                | ру |
| 2008 | ф | Ворог номер один             | Катя                    | ру |
| 2009 | ф | Я                            | Ніна                    | ру |
| 2010 | ф | Заметіль                     | Варя                    | ру |
| 2011 | ф | Висоцький. Дякуємо, що живий | Татьяна                 | ру |
| 2012 | ф | 8 перших побачень            | Віра                    | ру |
| 2012 | ф | Самогубці                    | Марина                  | ру |
| 2015 | с | Петля Нестерова              | Ольга                   | ру |
| 2020 | с | Політ                        | Ірина Ковальова         | ру |